# Neapolis (Calcidica)
Neapolis (in greco antico: Νεάπολις?), dal significato di «nuova città», era un'antica città situata nella costa orientale dell'istmo di Pallene, nella penisola Calcidica in Grecia tra Afiti e Aege.

## Storia
Viene citata da Erodoto come una delle città — alleate di Potidea, Afiti, Ege, Terambo, Escione, Mende e Sane — situate nella penisola di Pallene (Calcidica) dove Serse reclutò truppe e navi per la sua spedizione del 480 a.C. contro la Grecia.
Successivamente la città partecipò alla lega delio-attica: è menzionata, infatti, nella lista dei tributi ad Atene dal 454 al 415 a.C., anche se nell'ultima lista non è chiaro se si tratti di questa Neapolis o di città omonima della Tracia. 
Qualcuno ha ipotizzato che debba essere localizzata nel sito archeologico di  Policrono, mentre altri credono che questo sito sia l'antica Ege.
Viene normalmente identificata con la moderna città di Policrono, nella municipalità di Pallini prefettura della penisola Calcidica.